# Соаве (вино)
Соаве (итал. Soave) — итальянское сухое белое вино, производимое в регионе Венето. Используется в основном виноград сорта гарганега (не менее 70 %), добавляются также треббьяно, шардоне, пино блан. 
Вино Соаве называют жертвой собственной популярности и необдуманной жадности его производителей. В начале XX века оно являлось «визитной карточкой» итальянского виноделия наряду с Кьянти. Огромной популярностью соаве пользовалось в Америке. Пытаясь угнаться за возраставшим спросом, виноделы поставили количество выше качества, и к середине XX века вино соаве стало синонимом дешёвого вина низкого качества. 
На пороге XXI века производители соаве решили вернуть своей продукции былые качество и имидж: выработаны требования к терруару, составу почв, расположению виноградников на горных склонах. Помимо массовой категории Soave DOC выделены отдельные аппелласьоны Soave Classico DOC и Soave Superiore DOCG, предъявляющие к винам повышенные требования.